# Mrkopalj
Mrkopalj (transcrit en italien par Mercopaglio) est un village et une municipalité située au pied du massif de Velika Kapela à quelque 50 kilomètres à l'est de Rijeka dans le comitat de Primorje-Gorski Kotar, en Croatie.

## Population
Au recensement de 2001, la municipalité comptait 1 407 habitants, dont 98,44 % de Croates et le village seul comptait 923 habitants.

## Localités
La municipalité de Mrkopalj compte 6 localités dont Begovo Razdolje qui est, à 1 060 m, le village plus élevé de Croatie, et où l'on trouve un superbe hôtel Jastreb ("Le faucon") -- dont on se demande à voir sa taille s'il est rentable, ainsi que le plus grand élevage de vaches de la région, la ferme Francišković, ouverte  aux  visiteurs mais aussi menacée par les loups et les ours. 
- Begovo Razdolje
- Brestova Draga
- Mrkopalj
- Sunger
- Tuk Mrkopaljski
- Tuk Vojni

## Histoire
La première source historique mentionnant Mrkopalj date de 1477, lorsque Martin Frankopan attribue  quelques possessions à Mikulica, fils de Damjan Drozgometski. 
Sur la hauteur de Fortica on a trouvé  les restes archéologiques d'une chapelle médiévale que l'on date du XIVe ou du XVe siècle, élevée pour leurs manants par les seigneurs Frankopan. 
Mrkopalj se trouve  sur  le trajet de l'ancienne Route stratégique  dite  Karolina, du nom de l'Empereur Charles VI qui l'avait construite à partir de 1726  pour relier Karlovac, centre de commandement des forces impériales en Croatie, au port de Bakar  sur la côte adriatique.
Sur son trajet on trouve encore à Brestova Draga les fondations, dites Fajeri, d'un viaduc qui représentait alors une innovation en matière de construction.
En 1785, en même temps qu'à Ravna Gora et Vrbovski, l'Empereur Joseph II attribua  à Mrkopalj, alors centre important pour le commerce du bois et des produits de l'élevage ovin, le statut de "Bourg libre royal" avec ses propres armes, son propre sceau  et son propre juge.
Le Gorski Kotar et la région de Rijeka  sont depuis le XIXe siècle des zones d'émigration, notamment vers les États-Unis.

## Les montagnes et les parcs naturels, présent et à venir
Le plateau au centre duquel se trouve Mrkopalj est à 825 m d'altitude.
Mrkopalj est une porte d'entrée vers le système orographique de la Velika Kapela qui sépare le Gorski Kotar de la Lika et des autres régions au nord et à l'est de la Croatie et se compose de trois chaînes parallèles, orientées du nord-ouest au sud-est.

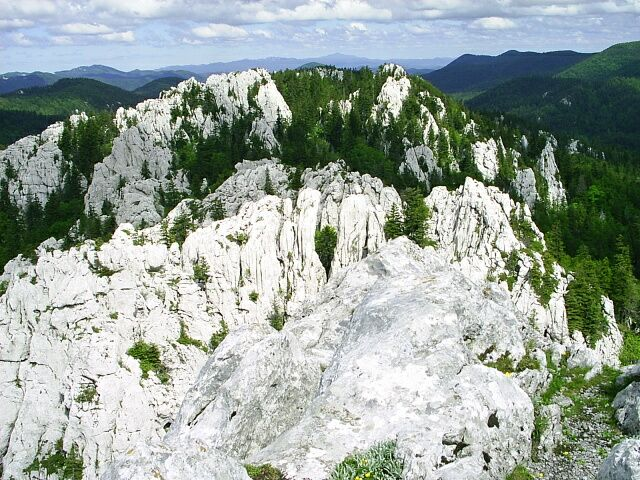
Bijele Stijene ("Les Pierres Blanches")

Les sommets des Bijele Stijene ("Les Pierres Blanches", 1 335 m) et des Samarske Stijene (1 294 m) se trouvent dans la chaîne du centre, qui commence à Mrkopalj avec le mont Čelimbaša (1 089 m), se poursuit avec les Velike crne kose ("Grands Cheveux Noirs", 1 223 m) et les Male crne kose ("Petits Cheveux Noirs", 1 163 m), continue avec les Samarske et les Bijele Stijene  (1 302 m) jusqu'à la Velika Javornica ("La Grande Erablière", 1 375 m) qui est le point culminant de cette chaîne. En 1985, une réserve naturelle stricte de 1 175 ha, dont 191 à l'ouest sur le Comitat de Karlovac,  a été délimitée  aux Bijele et Samarske Stijene : il y est interdit de cueillir les plantes et de s'écarter des sentiers balisés. On accède aux Samarske Stijene à partir de Vojni Tuk par une route forestière qui traverse Matić Poljana (voir ci-dessous) jusqu'à Mlečikov Lug où commence le sentier de montagne, avec son embranchement deux kilomètres plus loin pour les Bijele Stijene. La route forestière conduit à Jasenko, d'où on peut aussi y accéder. Les Samarske Stijene se composent d'une dizaine de massifs rocheux caractéristiques du calcaire jurassique avec leurs pierres blanches, leurs arêtes, leurs labyrinthes de crevasses trouées de gouffres. On y trouve le petit Refuge de Ratkovo (Ratkovo sklonište) à moitié construit  dans une grotte, sous une arête qui le protège des intempéries.

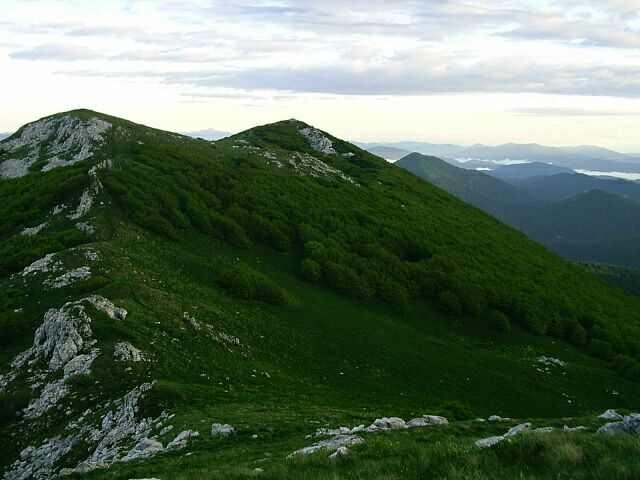
La crête de la Bjelolasica ("L'Hermine")

Plus au nord, la Bjelolasica ("L'Hermine" 1 534 m au Stožac Kule ("Cône de la Tour") est le point culminant de la Velika Kapela, et de ce fait de tout le Gorski Kotar. C'est une crête allongée qui émerge d'une forêt dense et plissée. Si on la regarde à partir de l'ouest, disons des environs de Vrbovska poljana, on voit émerger trois sommets où des rochers sortent de l'herbe, et un quatrième caractérisé par le vert plus sombre des pins de montagne (Pinus mugo).  En hiver, toute la crête est blanche de neige à part cette extrémité plus sombre, d'où son nom d' hermine. Elle est quelque peu aplanie en son sommet entre les pointes, de sorte qu'on a pu y trouver de la place pour un terrain de football. On accède à la Bjelolasica à partir de Begovo Razdolje, où l'on peut séjourner à l'hôtel Jastreb ; cependant, le Parc naturel à venir comprendra aussi l'auberge de Jančarica ainsi que le refuge de Jakob Mihelčić, juste en dessous de la crête. Le Parc Naturel à venir comprendra lui aussi une zone dans le Comitat de Karlovac, où se trouve le Centre olympique d'Hiver avec ses pistes de ski bien connues, et il bordera au sud  la Réserve naturelle des Bijele et Samarske Stijene. 
Le (Burni) Bitoraj (1 385 m) est situé à un croisement des chemins de montagne et donne accès à des paysages du Gorski Kotar allant jusqu'à la Učka, en Istrie. On peut y passer la nuit au refuge Bitorajka, à 20 minutes de marche du sommet. Ses reliefs karstiques qui émergent d'une forêt exubérante sont creusés de plusieurs gouffres contenant des neiges éternelles ; l'un des plus intéressants, visité par le naturaliste Dragutin Hirc le 25 août 1884, a la forme d'une chaudière dont les flancs déchirés sont parcourus d'une dizaine de profondes rainures causées par l'érosion du calcaire : la température du fond y était de 3,1 °C alors qu'il faisait 14 °C au sommet.

### Matić poljana

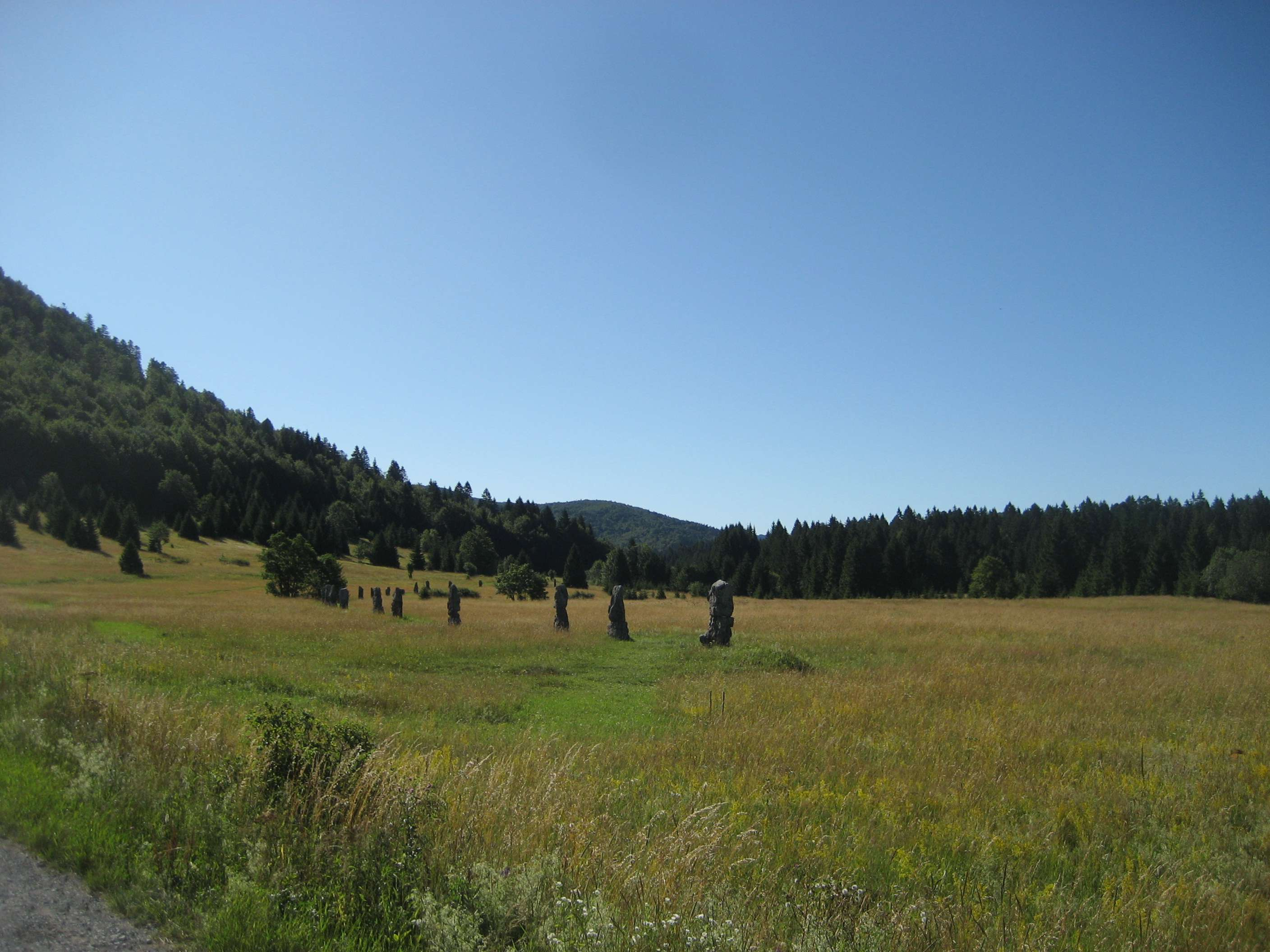
Les stèles de Matić Poljana

À 1,2 km à vol d'oiseau au sud-est du centre de Tuk Vojni - 2,3 km par le chemin le plus direct -- se trouve une prairie commémorative, Matić Poljana, où l'architecte Zdenko Sila a imaginé  d'installer 26 stèles de pierre en mémoire de partisans de Tito morts lors d'une tempête de neige le 24 février 1944.
On trouve aussi à proximité -- au bord de la route -- un monument érigé le 27 juillet 1986  commémorant la première attaque, le 15 mars 1942, du Bataillon "Matija Gubec" des Partisans de Tito dirigé par Nikola Car, contre un convoi d'occupants italiens : 
"Qui vient nous dérober", y avertit "le Peuple de" la municipalité de Delnice, "le paiera de sa vie."
En été, les visiteurs parcourent aussi la prairie à la recherche d'une riche moisson de bleuets, signalant l'acidité du sol.
On y trouve d'autres espèces végétales intéressantes comme la silène de Sendtner (Silene sendtneri), l'œillet couché (Dianthus deltoides ), l'arnica des montagnes (Arnica montana) et de nombreuses variétés de prairie qui régressent face à la progression de l'épinette, de la myrtille et autres espèces sylvestres.

### LaGlacière Pilar
À 2,8 km à vol d'oiseau au nord-nord-est du centre de Mrkopalj -- 3,5 km par les chemins praticables -- se trouve  une grotte, découverte par le géologue croate Đuro Pilar, dont la caractéristique est que la température du fond, accessible par un boyau descendant de 150 m, y est toujours de 0 °C, de sorte que la glace, qui forme des stalagmites remarquables, y perdure toute l'année.

## Sylviculture
L'unité de gestion de Sungerski Lug (Gospodarska jedinica Sungerski lug) s'étend sur le flanc sud-ouest de la Vallée de Sunger, couvrant en partie les flancs de la Čavlinova glavica en dessous de Brestova Draga et de Velika plana à l'entrée du village de Sunger. Elle est bordée d'un côté par les flancs du Čički vrh et de la Prenka, et de l'autre par ceux du Mrkovac et de la Glavica. Le long de la route de Sunger, elle s'étend sur une longueur de 2,28 km et une largeur de 1,25 km ; la zone boisée occupe un espace de 163,20 ha utilisés à titre temporaire par la Faculté de Sylviculture (Šumarski fakultet), dont 2,21 ha de juvéniles et 1,65 ha non cultivés. L'ensemble comprend six parties, lesquelles se divisent en 44 quartiers où poussent des communautés de hêtres, de sapins et d'épicéas. La zone de plaine de l'Unité économique qui comprend les quartiers 1 à 4 se caractérise par un relief simple, coupé de dépressions et de gouffres plus ou moins profonds. Dans les dolines les plus profondes, dont le fond est couvert de sédiments, l'eau demeure toute l'année ou du moins il se développe des tourbières avec la Calla des marais (Calla palustris) et la Drosera à feuilles rondes (Drosera rotundifolia) qui y sont des plantes endémiques. Les quartiers 5-6 se trouvent sur les flancs de la Čavlinova glavica jusqu'à l'altitude maximale de 960 m, où la composition géologique comprend des dolomites du Trias et des calcaires du Jurassique, et à l'occasion apparaissent des sablières. 

## "Berceau du ski en Croatie"

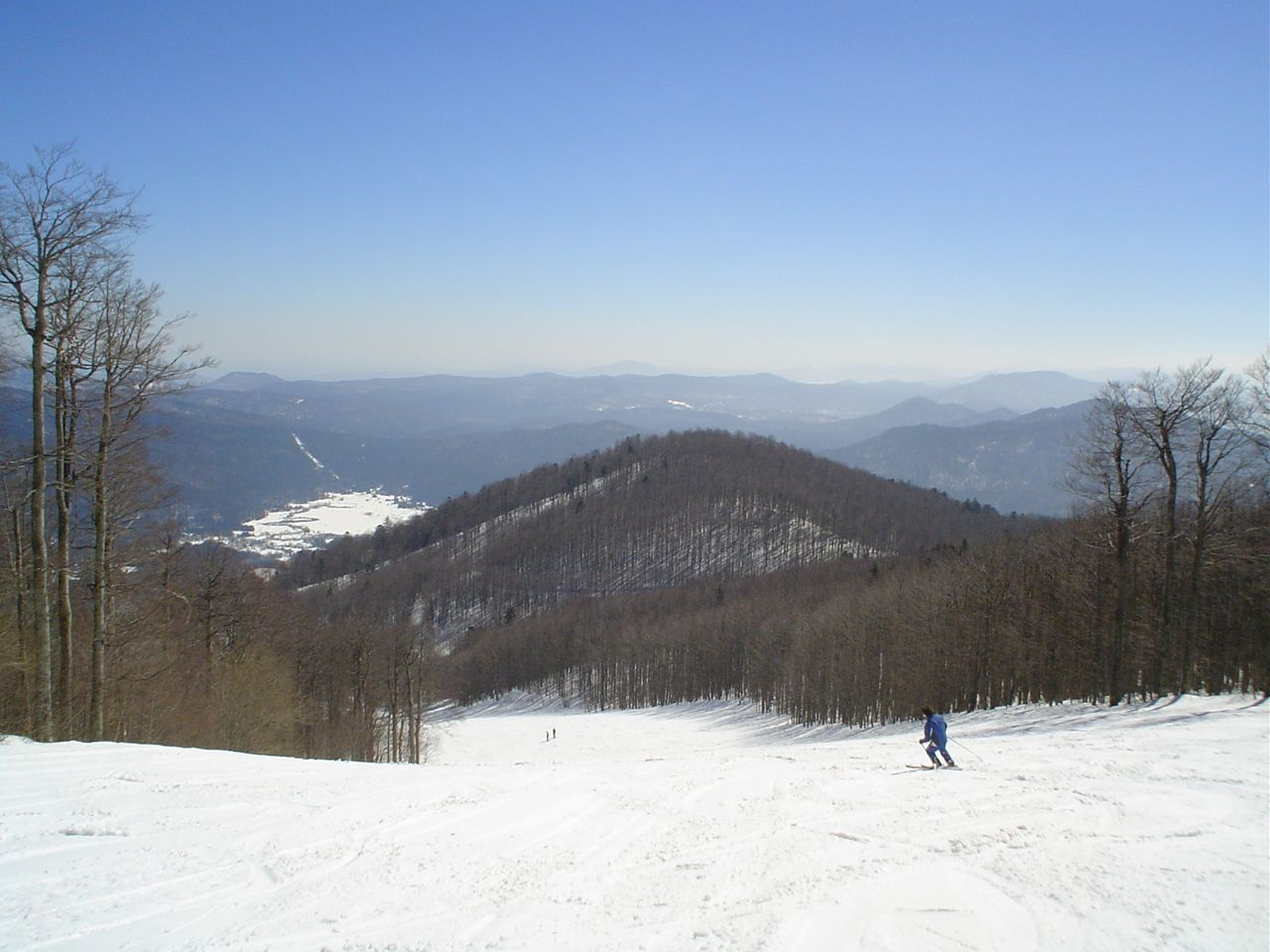
Piste de ski sur le Čelimbaša

Mrkopalj se présente comme le berceau du ski en Croatie, pour y avoir tenu en 1913 un premier championnat  avec 14 participants, organisé par Rikard Wickert, Ivo Lipovšćak et Anto Pandaković, et l'année suivante  le premier championnat de Croatie-Slavonie.
En 1934, un tremplin de saut à ski a été construit au lieu-dit Pod Vrhin où, deux ans plus tard, lors d'une compétition internationale, le Norvégien Jahr sautait 46 m, un record pour l'époque. 

### Aujourd'hui
Le Ski Klub Mrkopalj a été fondé en 2003, auquel sont inscrits des enfants de toute la région (non seulement Mrkopalj, mais encore Lokve, Ravna Gora et Rijeka). Le ski se pratique à Mrkopalj, Krvavec et Begovo Razdolje, sur les pentes du mont Čelimbaša (1 089 m) et du Maj. 
À 900 m au sud du centre de Mrkopalj, en bas du Čelimbaša, démarre un remonte-pente de 710 m de long, qui mène à deux  pistes de ski alpin de part et d'autre.
Un centre de biathlon, dénommé Biatlonski Centar Zagmajna a été créé sur la route forestière D 32 entre Mrkopalj et Sunger. 
L'activité du biathlon est organisée par le Biatlonski Klub Gorski Kotar Mrkopalj et la Sportsko Društvo ("Association sportive") Bjelolasica Mrkopalj dirigée par Mario Fak et créée en 1993.

### Autres activités sportives
Depuis les années 1947-1948 opèrent à Mrkopalj les associations d'alpinisme  Bijele Stijene et Bitoraj avec des sections skieurs, auxquelles appartiennent un habitant de Mrkopalj sur deux. La municipalité de Mrkopalj a aménagé  des pistes  de VTT. On y trouve aussi un club de football, le NK (Nogometni Klub) Mrkopalj entraîné par Miljenko Kauzlarić et Endi Čop, créé en 1935 sous le nom d' Ahil ("Achille") et qui s'est appelé  Bijele Stijene de 1945 à 1965.

## Le cultuel et le culturel

### Les Églises
La paroisse, qui  jusqu'en 1967 s'était appelée Saint-Philippe (Sveti Filip), du nom de l'église construite de 1771 à 1778, endommagée par un bombardement le 6 avril 1944 et rasée dix ans plus tard, s'appelle désormais "Paroisse de la Bienheureuse Vierge Marie des Douleurs à Mrkopalj (Župa Blažene Djevice Marije Žalosne, Mrkopalj). Saint Philippe est encore présenté  comme le protecteur de la commune. L'Église Majke Božje od sedam žalosti ("Mère de Dieu des Sept Douleurs"), construite en 1854, se trouve à  Mrkopalj ; elle est devenue  l'église paroissiale  après le bombardement de 1944. La chapelle Saint Cyrille et Méthode (svetih Ćirila i Metoda) se trouve à Sunger. La Chapelle de la Bienheureuse Vierge Marie de Lourdes  (Kapela Blažene Djevice Marije Lurdske)
se trouve à Begovo Razdolje.
À dater du 31 juillet 2011, le curé de la paroisse est Anto Aračić, ancien curé de la Paroisse de l'Assomption (župa Uznesenja Blažene Djevice Marije) à Crikvenica. Il remplace Slobodan Bunoza. Le Curé de Sainte-Marie des Douleurs à Mrkopalj  reconnaît comme Protecteur céleste saint Jean-Marie Vianney. Une procession à la Vierge des Douleurs a lieu à Mrkopalj le troisième dimanche de septembre. Pjevački zbor crkve Majke Božje od Sedam Žalosti - "le Chœur de l'Église de la Mère de Dieu des Sept Douleurs", dirigé par Sœur Terezija Posavec, est assez  connu pour se produire  dans d'autres villes de Croatie, à Lourdes et Fátima -- et même sur YouTube.  Ses 15 membres faisaient partie des chanteurs qui ont accueilli le pape Jean-Paul II à Rijeka le 8 juin 2003.

### Expositions de la vie traditionnelle
Une présentation de la vie traditionnelle locale avec exposition d'outils, d'ameublement et de vaisselle ancienne se trouve à l'Etno kuća Zaborac, maison spécialement aménagée de Begovo Razdolje, que tente d'imiter la pièce dite Etno soba du Bistro Stari Baća de Robert Starčević à Mrkopalj.

## Personnalités

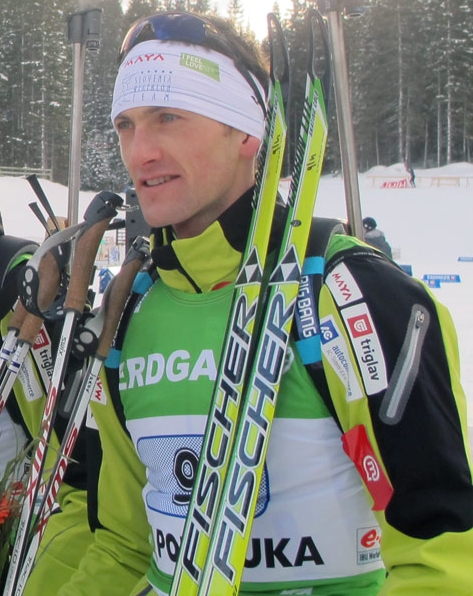
Jakov Fak, l'enfant (prodigue) du pays

- Ivan Starčević, né à Mrkopalj le 7 mars 1877 et mort à Senj le 24 novembre 1934, fut évêque de Senj de 1932 à 1934.
- Nada Birko-Kustec, originaire de Mrkopalj, fut la première skieuse olympique originaire de Croatie, et elle demeura la seule pendant des lustres avant l'arrivée de Janica Kostelić. Elle est membre du club Bijele Stijene.
- Jakov Fak, enfant du pays né en 1987 à Rijeka, qui a reçu deux médailles de bronze de biathlon, Individuel Hommes aux Championnats du monde le 17 février 2009 et Sprint Hommes aux Jeux olympiques d'hiver le 14 février 2010. Il est passé en 2010 de l'équipe de Croatie à celle de Slovénie.
- Eduard Radošević, né le  22 février 1884 à Mrkopalj, mort le 6 février 1939 à Zagreb, fondateur en 1922 du service et de la chaire de stomatologie à la Faculté de Médecine de Zagreb.